# Arraioz
Arraioz és un dels 15 llocs que integren la Vall de Baztan, situat a 45 quilòmetres de Pamplona, a Navarra. Comprèn també el barri de Mardea.

## Demografia
| 2000 | 2001 | 2002 | 2003 | 2004 | 2005 | 2006 | 2007 | 2008 | 2009 | 2010 |
| ---- | ---- | ---- | ---- | ---- | ---- | ---- | ---- | ---- | ---- | ---- |
| 255  | 254  | 241  | 234  | 233  | 229  | 237  | 237  | 244  | 237  | 239  |